# Кубок арабських чемпіонів з футболу
Кубок арабських чемпіонів (араб. كأس العرب للأندية الأبطال) — щорічний футбольний турнір, в якому беруть участь клуби з арабських країн Африки і Азії. 

## Історія
Проводиться з 1982 року. Спочатку був відомий як «Арабський клубний кубок чемпіонів» (араб. العربية للبطل كأس نادي), який у 2001 році, був об'єднаний з Арабським кубком володарів кубків. З сезону 2003/04 турнір кілька раз змінював назву, називаючись Арабською лігою чемпіонів (2003–2009), Клубним кубком УАФА (2012–2013), та Арабським клубним чемпіонатом (2016–2017).
Перед сезоном 2018/19 змагання повернулися до першої назви, частково змінило формат і стало називатись Кубок арабських чемпіонів.

## Фінали
| Кубок арабських чемпіонів — двоматчевий фінал (1981–1982)    | Кубок арабських чемпіонів — двоматчевий фінал (1981–1982) | Кубок арабських чемпіонів — двоматчевий фінал (1981–1982) | Кубок арабських чемпіонів — двоматчевий фінал (1981–1982) | Кубок арабських чемпіонів — двоматчевий фінал (1981–1982) | Кубок арабських чемпіонів — двоматчевий фінал (1981–1982) | Кубок арабських чемпіонів — двоматчевий фінал (1981–1982) | Кубок арабських чемпіонів — двоматчевий фінал (1981–1982) |
| Рік                                                          | Країна                                                    | Клуб 1                                                    | Рахунок                                                   | Клуб 2                                                    | Країна                                                    | Місце фіналу                                              | Кількість глядачів                                        |
| ------------------------------------------------------------ | --------------------------------------------------------- | --------------------------------------------------------- | --------------------------------------------------------- | --------------------------------------------------------- | --------------------------------------------------------- | --------------------------------------------------------- | --------------------------------------------------------- |
| 1981–82                                                      | Ірак                                                      | Аш-Шорта                                                  | 2–0                                                       | Аль-Неджмех                                               | Ліван                                                     | Багдад                                                    |                                                           |
| 1981–82                                                      | Ліван                                                     | Аль-Неджмех                                               | 2–2                                                       | Аш-Шорта                                                  | Ірак                                                      | Багдад (note)                                             |                                                           |
| 1981–82                                                      | Аш-Шорта перемогла 4–2 за сумою двох матчів               |                                                           |                                                           |                                                           |                                                           |                                                           |                                                           |
| 1983                                                         | Не проходив                                               | Не проходив                                               | Не проходив                                               | Не проходив                                               | Не проходив                                               | Не проходив                                               | Не проходив                                               |
| Кубок арабських чемпіонів — одноматчевий фінал (1984–2001)   |                                                           |                                                           |                                                           |                                                           |                                                           |                                                           |                                                           |
| 1984                                                         | Саудівська Аравія                                         | Аль-Іттіфак                                               | н/п                                                       | Кенітра                                                   | Марокко                                                   | Ед-Даммам                                                 |                                                           |
| 1985                                                         | Ірак                                                      | Ар-Рашид                                                  | н/п                                                       | УСМ Ель-Харраш                                            | Алжир                                                     | Багдад                                                    |                                                           |
| 1986                                                         | Ірак                                                      | Ар-Рашид                                                  | н/п                                                       | Есперанс                                                  | Туніс                                                     | Туніс                                                     |                                                           |
| 1987                                                         | Ірак                                                      | Ар-Рашид                                                  | 2–1 (д.ч.)                                                | Аль-Іттіхад (Джидда)                                      | Саудівська Аравія                                         | Ер-Ріяд                                                   |                                                           |
| 1988                                                         | Саудівська Аравія                                         | Аль-Іттіфак                                               | 1–1 (4–2 пен.)                                            | Клуб Африкен                                              | Туніс                                                     | Шарджа, Шарджа                                            | 27 500                                                    |
| 1989                                                         | Марокко                                                   | Відад                                                     | 3–1                                                       | Аль-Хіляль (Ер-Ріяд)                                      | Саудівська Аравія                                         | Марракеш                                                  |                                                           |
| 1990                                                         | Скасовано після попереднього раунду                       | Скасовано після попереднього раунду                       | Скасовано після попереднього раунду                       | Скасовано після попереднього раунду                       | Скасовано після попереднього раунду                       | Скасовано після попереднього раунду                       | Скасовано після попереднього раунду                       |
| 1991                                                         | Не проходив                                               | Не проходив                                               | Не проходив                                               | Не проходив                                               | Не проходив                                               | Не проходив                                               | Не проходив                                               |
| 1992                                                         | Саудівська Аравія                                         | Аш-Шабаб (Ер-Ріяд)                                        | 2–0 (д.ч.)                                                | Аль-Арабі (Доха)                                          | Катар                                                     | Халіфа, Доха                                              |                                                           |
| 1993                                                         | Туніс                                                     | Есперанс                                                  | 3–0                                                       | Аль-Мухаррак                                              | Бахрейн                                                   | Туніс                                                     |                                                           |
| 1994                                                         | Саудівська Аравія                                         | Аль-Хіляль (Ер-Ріяд)                                      | 0–0 (4–3 пен.)                                            | Аль-Іттіхад (Джидда)                                      | Саудівська Аравія                                         | Ер-Ріяд                                                   |                                                           |
| 1995                                                         | Саудівська Аравія                                         | Аль-Хіляль (Ер-Ріяд)                                      | 1–0                                                       | Есперанс                                                  | Туніс                                                     | Ер-Ріяд                                                   |                                                           |
| 1996                                                         | Єгипет                                                    | Аль-Аглі (Каїр)                                           | 3–1                                                       | Раджа                                                     | Марокко                                                   | Каїрський міжнародний стадіон, Каїр                       |                                                           |
| 1997                                                         | Туніс                                                     | Клуб Африкен                                              | 2–1 (д.ч.)                                                | Аль-Аглі (Каїр)                                           | Єгипет                                                    | Туніс                                                     | 45 000                                                    |
| 1998                                                         | Алжир                                                     | ВА Тлемсен                                                | 3–1                                                       | Аш-Шабаб (Ер-Ріяд)                                        | Саудівська Аравія                                         | Стадіон імені принца Абдулли аль-Файсала, Джидда          |                                                           |
| 1999                                                         | Саудівська Аравія                                         | Аш-Шабаб (Ер-Ріяд)                                        | 2–0                                                       | Аль-Джаїш (Дамаск)                                        | Сирія                                                     | Каїрський міжнародний стадіон, Каїр                       | 5 000                                                     |
| 2000                                                         | Туніс                                                     | Сфаксьєн                                                  | 2–1 (д.ч.)                                                | Аль-Джаїш (Дамаск)                                        | Сирія                                                     | Стадіон імені принца Абдулли аль-Файсала, Джидда          |                                                           |
| 2001                                                         | Катар                                                     | Ас-Садд                                                   | 3–1                                                       | Оран                                                      | Алжир                                                     | Халіфа, Доха                                              | 20 000                                                    |
| Арабський клубний чемпіонат — одноматчевий фінал (2002–2003) |                                                           |                                                           |                                                           |                                                           |                                                           |                                                           |                                                           |
| 2002                                                         | Саудівська Аравія                                         | Аль-Аглі (Джидда)                                         | 1–0                                                       | Клуб Африкен                                              | Туніс                                                     | Стадіон імені принца Абдулли аль-Файсала, Джидда          |                                                           |
| 2003                                                         | Єгипет                                                    | Замалек                                                   | 2–1                                                       | Кувейт                                                    | Кувейт                                                    | Каїрський міжнародний стадіон, Каїр                       |                                                           |
| Арабська ліга чемпіонів — одноматчевий фінал (2003–2004)     |                                                           |                                                           |                                                           |                                                           |                                                           |                                                           |                                                           |
| 2003–04                                                      | Туніс                                                     | Сфаксьєн                                                  | 0–0 (4–3 пен.)                                            | Ісмайлі                                                   | Єгипет                                                    | Бейрут                                                    |                                                           |
| Арабська ліга чемпіонів — двоматчевий фінал (2004–2009)      |                                                           |                                                           |                                                           |                                                           |                                                           |                                                           |                                                           |
| 2004–05                                                      | Туніс                                                     | Сфаксьєн                                                  | 1–2                                                       | Аль-Іттіхад (Джидда)                                      | Саудівська Аравія                                         | Сфакс                                                     |                                                           |
| 2004–05                                                      | Саудівська Аравія                                         | Аль-Іттіхад (Джидда)                                      | 2–0                                                       | Сфаксьєн                                                  | Туніс                                                     | Стадіон імені принца Абдулли аль-Файсала, Джидда          | 26 000                                                    |
| 2004–05                                                      | Аль-Іттіхад (Джидда) переміг 4–1 за сумою двох матчів     |                                                           |                                                           |                                                           |                                                           |                                                           |                                                           |
| 2005–06                                                      | Єгипет                                                    | ЕНППІ Клуб                                                | 1–2                                                       | Раджа                                                     | Марокко                                                   | Каїр                                                      | 20 000                                                    |
| 2005–06                                                      | Марокко                                                   | Раджа                                                     | 1–0                                                       | ЕНППІ Клуб                                                | Єгипет                                                    | Мохаммед V, Касабланка                                    | 85 000                                                    |
| 2005–06                                                      | Раджа перемогла 3–1 за сумою двох матчів                  |                                                           |                                                           |                                                           |                                                           |                                                           |                                                           |
| 2006–07                                                      | Алжир                                                     | ЕС Сетіф                                                  | 1–1                                                       | Аль-Файсалі (Амман)                                       | Йорданія                                                  | Сетіф                                                     | 30 000                                                    |
| 2006–07                                                      | Йорданія                                                  | Аль-Файсалі (Амман)                                       | 0–1                                                       | ЕС Сетіф                                                  | Алжир                                                     | Амман                                                     | 20 000                                                    |
| 2006–07                                                      | ЕС Сетіф виграв 2–1 за сумою двох матчів                  |                                                           |                                                           |                                                           |                                                           |                                                           |                                                           |
| 2007–08                                                      | Марокко                                                   | Відад                                                     | 0–1                                                       | ЕС Сетіф                                                  | Алжир                                                     | Мохаммед V (стадіон), Касабланка                          | 90 000                                                    |
| 2007–08                                                      | Алжир                                                     | ЕС Сетіф                                                  | 1–0                                                       | Відад                                                     | Марокко                                                   | Сетіф                                                     | 30 000                                                    |
| 2007–08                                                      | ЕС Сетіф виграв 2–0 за сумою двох матчів                  |                                                           |                                                           |                                                           |                                                           |                                                           |                                                           |
| 2008–09                                                      | Марокко                                                   | Відад                                                     | 0–1                                                       | Есперанс                                                  | Туніс                                                     | Мохаммед V (стадіон), Касабланка                          | 90 000                                                    |
| 2008–09                                                      | Туніс                                                     | Есперанс                                                  | 1–1                                                       | Відад                                                     | Марокко                                                   | Олімпійський стадіон, Радес                               |                                                           |
| 2008–09                                                      | Есперанс виграв 2–1 за сумою двох матчів                  |                                                           |                                                           |                                                           |                                                           |                                                           |                                                           |
| Клубний кубок УАФА (2012–2013)                               |                                                           |                                                           |                                                           |                                                           |                                                           |                                                           |                                                           |
| 2012–13                                                      | Кувейт                                                    | Аль-Арабі (Ель-Кувейт)                                    | 0–0                                                       | УСМ Алжир                                                 | Алжир                                                     | Ель-Кувейт                                                | 23 456                                                    |
| 2012–13                                                      | Алжир                                                     | УСМ Алжир                                                 | 3–2                                                       | Аль-Арабі (Ель-Кувейт)                                    | Кувейт                                                    | Стадіон 5 липня 1962 року, Алжир                          | 50 000                                                    |
| 2012–13                                                      | УСМ Алжир виграв 3–2 за сумою двох матчів                 |                                                           |                                                           |                                                           |                                                           |                                                           |                                                           |
| Арабський клубний чемпіонат (2017)                           |                                                           |                                                           |                                                           |                                                           |                                                           |                                                           |                                                           |
| 2017                                                         | Туніс                                                     | Есперанс                                                  | 3–2 (д.ч.)                                                | Аль-Файсалі (Амман)                                       | Йорданія                                                  | Александрія, Александрія                                  | 7 500                                                     |
| Кубок арабських чемпіонів (2018–)                            |                                                           |                                                           |                                                           |                                                           |                                                           |                                                           |                                                           |
| 2018–19                                                      | Туніс                                                     | Етуаль дю Сахель                                          | 2–1                                                       | Аль-Хіляль (Ер-Ріяд)                                      | Саудівська Аравія                                         | Хазза бін Заєд, Аль-Айн                                   | 15 000                                                    |
| 2019–20                                                      | Марокко                                                   | Раджа                                                     | 4–4 (4–3 пен.)                                            | Аль-Іттіхад (Джидда)                                      | Саудівська Аравія                                         | Рабат                                                     |                                                           |
| 2023                                                         | Саудівська Аравія                                         | Аль-Наср (Ер-Ріяд)                                        | 2–1 (д.ч.)                                                | Аль-Хіляль (Ер-Ріяд)                                      | Саудівська Аравія                                         | Стадіон Короля Фахда, Ет-Таїф                             |                                                           |

Примітки
↑  Обидві фінальні гри пройшли у Багдаді через громадянську війну в Лівані.

↑  Фінал не проводився, переможець визначався у груповому етапі

## Перемог

### За клубом
| N  | Клуб                   | Перемог | Фіналів | Роки перемог     | Роки фіналів     |
| -- | ---------------------- | ------- | ------- | ---------------- | ---------------- |
| 1  | Есперанс               | 3       | 2       | 1993, 2009, 2017 | 1986, 1995       |
| 2  | Ар-Рашид               | 3       | 0       | 1985, 1986, 1987 | —                |
| 3  | Аль-Хіляль             | 2       | 3       | 1994, 1995       | 1989, 2019, 2023 |
| 4  | Аш-Шабаб (Ер-Ріяд)     | 2       | 1       | 1992, 1999       | 1998             |
| 4  | Сфаксьєн               | 2       | 1       | 2000, 2004       | 2005             |
| 4  | Раджа                  | 2       | 1       | 2006, 2020       | 1996             |
| 7  | Аль-Іттіфак            | 2       | 0       | 1984, 1988       | —                |
| 7  | ЕС Сетіф               | 2       | 0       | 2007, 2008       | —                |
| 9  | Аль-Іттіхад (Джидда)   | 1       | 3       | 2005             | 1987, 1994, 2020 |
| 10 | Відад                  | 1       | 2       | 1989             | 2008, 2009       |
| 10 | Клуб Африкен           | 1       | 2       | 1997             | 1988, 2002       |
| 12 | Аль-Аглі (Каїр)        | 1       | 1       | 1996             | 1997             |
| 13 | Аш-Шорта               | 1       | 0       | 1982             | —                |
| 13 | ВА Тлемсен             | 1       | 0       | 1998             | —                |
| 13 | Ас-Садд                | 1       | 0       | 2001             | —                |
| 13 | Аль-Аглі (Джидда)      | 1       | 0       | 2002             | —                |
| 13 | Замалек                | 1       | 0       | 2003             | —                |
| 13 | УСМ Алжир              | 1       | 0       | 2013             | —                |
| 13 | Етуаль дю Сахель       | 1       | 0       | 2019             | —                |
| 13 | Аль-Наср (Ер-Ріяд)     | 1       | 0       | 2023             | —                |
| 22 | Аль-Джаїш (Дамаск)     | 0       | 2       | —                | 1999, 2000       |
| 22 | Аль-Файсалі (Амман)    | 0       | 2       | —                | 2007, 2017       |
| 24 | Аль-Неджмех            | 0       | 1       | —                | 1982             |
| 24 | Кенітра                | 0       | 1       | —                | 1984             |
| 24 | УСМ Ель-Харраш         | 0       | 1       | —                | 1985             |
| 24 | Аль-Арабі (Доха)       | 0       | 1       | —                | 1992             |
| 24 | Аль-Мухаррак           | 0       | 1       | —                | 1993             |
| 24 | Оран                   | 0       | 1       | —                | 2001             |
| 24 | Кувейт                 | 0       | 1       | —                | 2003             |
| 24 | Ісмайлі                | 0       | 1       | —                | 2004             |
| 24 | ЕНППІ Клуб             | 0       | 1       | —                | 2006             |
| 24 | Аль-Арабі (Ель-Кувейт) | 0       | 1       | —                | 2013             |

### За країною
| N  | Країна            | Перемог | Фіналів |
| -- | ----------------- | ------- | ------- |
| 1  | Саудівська Аравія | 9       | 7       |
| 2  | Туніс             | 7       | 5       |
| 3  | Алжир             | 4       | 2       |
| 4  | Ірак              | 4       | 0       |
| 5  | Марокко           | 3       | 4       |
| 6  | Єгипет            | 2       | 3       |
| 7  | Катар             | 1       | 1       |
| 8  | Йорданія          | 0       | 2       |
| 8  | Кувейт            | 0       | 2       |
| 8  | Сирія             | 0       | 2       |
| 11 | Бахрейн           | 0       | 1       |
| 11 | Ліван             | 0       | 1       |

| N | Континент | Перемог | Фіналів |
| - | --------- | ------- | ------- |
| 1 | Африка    | 16      | 14      |
| 2 | Азія      | 14      | 16      |